# Ганц, Эдуард Мориц
Эдуард Мориц Ганц (нем. Eduard Moritz Ganz; 13 сентября 1802, Майнц — 22 января 1868, Берлин) — немецкий виолончелист и композитор. Брат Адольфа и Леопольда Ганцев.
Учился музыке у своего отца, скрипача и дирижёра герцогского летнего оркестра в Висбадене. Далее изучал виолончель во Франкфурте-на-Майне под руководством Иоганна Штястного. В 11-летнем возрасте выступил с исполнением концерта Бернхарда Ромберга перед великим герцогом Людвигом Гессенским. О выступлении 14-летнего Ганца с большим одобрением отозвался Луи Шпор. Вернувшись в Майнц и пройдя курс теории музыки под руководством Готфрида Вебера, Ганц играл в оркестре Майнцской оперы и гастролировал вместе с братом-скрипачом Леопольдом. В 1827 году занял место первой виолончели в Берлинской королевской капелле, в 1836 году был удостоен звания королевского концертмейстера. Музицировал на виолончели вместе с князем Антоном Радзивиллом, гостил у него в Польше. В 1837 г. вместе с братом Леопольдом предпринял гастрольную поездку в Лондон, в 1856 году братья повторили её вместе со своим племянником, пианистом Эдуардом Ганцем. Уроки у Ганца в разное время брали Жак Оффенбах и Юлиус Риц. Сочинения Ганца включают виолончельные концерты, различные камерные ансамбли с участием виолончели; дуэт для скрипки и виолончели написан им вместе с братом. Среди выполненных Ганцем переложений — «Карнавал в Венеции» Николо Паганини в транскрипции для виолончели и фортепиано.